# Lola (prefekturhuvudort)
Lola är en prefekturhuvudort i Guinea.   Den ligger i prefekturen Lola och regionen Nzerekore Region, i den sydöstra delen av landet, 600 km öster om huvudstaden Conakry. Lola ligger 468 meter över havet och antalet invånare är 1 982.
Terrängen runt Lola är huvudsakligen platt. Lola ligger nere i en dal. Runt Lola är det ganska tätbefolkat, med 60 invånare per kvadratkilometer. Det finns inga andra samhällen i närheten. I omgivningarna runt Lola växer huvudsakligen savannskog.